# Ш-2
Ш-2 (АШ-2) — перший радянський серійний літак-амфібія конструкції В. Б. Шаврова.

## Історія створення
Після вдалого проходження іспитів створеного В. Б. Шавровим літака-амфібії Ш-1 з 85-сильним чеським двигуном «Вальтер» у 1929 році, конструктор отримав завдання створити літак з більш потужним вітчизняним двигуном М-11 потужністю 100 к.с.
У НДІ ЦПФ послідовно і всебічно випробовували Ш-2. Льотні випробування проводив пілот Е. І. Шварц. Він піднімався у повітря у обох варіантах амфібії (з шасі та летючого човна). Під час випробувань літак витримав збільшення ваги вантажу до 437 кг.
Під час перевірки літака на морехідність, випробувачі близько 15 разів піднімали машину в повітря з хвилі у 0.7 м заввишки при швидкості вітру 7 м/сек. Гідно показав себе літак і під час руління хвилями у різних напрямках.
У підсумку комісія дійшла висновку, що Ш-2 «не виявив будь-яких небажаних властивостей і дефектів».

## Виробництво
Серійне виробництво було налагоджене на заводі № 31 у місті Таганрог. Перша машина вийшла з конвеєра 1 квітня 1932 року.
Протягом 1932–1934 років було випущено 270 машин (у тому числі 16 — санітарний варіант з відсіком для нош конструкції Ф. Ф. Ліпгарта), після чого їх випуск був припинений.
З початком радянсько-фінської війни виникла необхідність у малому гідролітакові для потреб війська в умовах болотистої місцевості та наявності великої кількості річок і озер (перевезення поранених, зв'язок, тощо). Тому ГУ ЦПФ ухвалило рішення відновити на той час вже списані Ш-2. Капітальним ремонтом займались Ленінградські авіаремонтні майстерні ЦПФ (АРМ-21). Тоді ж з'ясувалось, що простота і дешевизна конструкції літака дозволяла швидко відновити їх виробництво.
На АРМ-21 під керівництвом В. Ф. Рентеля було налагоджено випуск модернізованих Ш-2 з двигуном М-11Д, покращеними амортизаторами моторами та іншими змінами. До початку німецько-радянської війни вдалось зібрати 50 амфібій.
У серпні 1941 року АРМ-21 евакуйована до Іркутська разом з готовими деталями для 20 Ш-2. Випуск перших машин було налагоджено у 1942 році. Нове виробництво було налагоджене на Ремонтному заводі ЦПФ № 403. У конструкцію було внесено низку змін. Всього за 1942–1945 роки в Іркутську було випущено 150 нових і відремонтовано 286 літаків.
У повоєнні роки в Іркутську Ш-2 випускався великими партіями у 1946–1947 та у 1951–1952 роках. Модифікований варіант літака був оснащений потужнішими двигунами М-11Л (115 к.с.) та М-11К (125 к.с.). Також було внесено низку конструктивних змін: пристрій для запуску від балону зі зжатим повітрям, тримери на кермі висоти і напрямку, закрита кабіна пілота, тощо.
Загальна кількість випущених Ш-2 за всі роки точно не відома. Відомо, що їх було побудовано понад 700 (за різними оцінками від 800 до 1200).

## Особливості конструкції

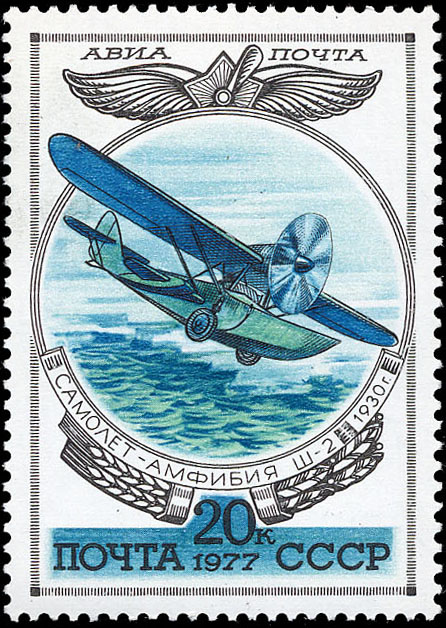
Зображення Ш-2 на радянській поштовій марці

Для забезпечення і гарантії безпеки польотів на Ш-2 поплавки кріпились щільно до човна, а кожне крило зі своїм поплавком збиралось з чотирьох водонепроникних відсіків. У результаті амфібія не змогла б потонути навіть тоді, коли б дно човна було зруйноване у всіх відсіках одночасно. Розташування двигуна М-11 над центропланом робило його недосяжним для морських хвиль.
На суші амфібія спиралась на колісне шасі, яке піднімалось і опускалось за допомогою ручки, розташованої на приладовій дошці. Завдяки шарнірному кріпленню шасі до вузлів човна, його можна було взагалі зняти й тоді Ш-2 перетворювалась у плавучий човен. Час на зняття шасі становив 10 хвилин, на встановлення — 15-20 хвилин.

## Модифікації
- Ш-1 — перший прототип, з чеським двигуном «Вальтер» потужністю 85 к.с.
- Ш-2 — основна модель, з радянським двигуном М-11 потужністю 100 к.с.
- Ш-2 С — санітарний варіант, з відсіком для нош конструкції Ф. Ф. Ліпгарта.
- Ш-2 біс — модернізований варіант, з двигуном М-11Л потужністю 115 к.с.

## Експлуатація
Ш-2 увійшов в історію освоєння Арктики, як учасник багатьох високоширотних експедицій як палубний розвідувальний літак.
У роки німецько-радянської війни здійснював польоти у ворожий тил до партизанів, звідки вивозив поранених, доправляв різноманітні вантажі.

## Технічні характеристики
| Довжина, м                    | 8.20                 |
| Висота, м                     | 3.50                 |
| Розмах крила, м               | 13.00                |
| Площа крила, м²               | 24.60                |
| Злітна вага, кг               | 937                  |
| Тип двигуна                   | 1 ПД М-11            |
| Потужність, к.с.              | 1×100                |
| Максимальна швидкість, км/год | 139                  |
| Практична дальність, км       | 1300                 |
| Практична стеля, м            | 3850                 |
| Екіпаж, чол.                  | 1 + до 3-х пасажирів |
| ----------------------------- | -------------------- |